# Migchiel de Jong
Migchiel de Jong (7 januari 1972) is een Nederlandse schaker met een FIDE-rating van 2282 (juli 2025). Hij is Internationaal Meester (IM). 
Migchiel de Jong is trainer van Fries aanstormende schaaktalent. De Jong speelt net als Eddie Scholl bij de vereniging Philidor Leeuwarden. Hij is vaak clubkampioen geweest en heeft verscheidene prijzen gewonnen.
Op 19 november 2005 werd in Leeuwarden het 23e Walling Dijkstra herdenkingstoernooi verspeeld dat met 8 uit 9 door Sipke Ernst gewonnen werd. Er waren 80 deelnemers in dit rapidschaaktoernooi. De Jong eindigde met 6 punten op de vijfde plaats.
Op 25 september 2010 bereikte hij de ratinggrens van 2400 punten en werd daarmee Internationaal Meester (IM). In november 2010 bereikte hij zijn hoogste ELO van 2406.
Op 14 juni 2019 won hij voor de elfde keer het Friese schaakkampioenschap. Hij deed dat eerder in 2000, 2009, 2010, 2011, 2012 en van 2014 tot 2018.  